# کشتی در المپیک تابستانی ۲۰۰۸
رقابت‌های کشتی در بازی‌های المپیک تابستانی ۲۰۰۸ از تاریخ ۱۱ اوت آغاز شد و تا نوزدهم همان ماه ادامه داشت. این مسابقات در ورزشگاه دانشگاه کشاورزی چین در شهر پکن برگزار شد. این رقابت‌ها در دو رشته کشتی آزاد و کشتی فرنگی برگزار شد. در مردان مسابقات در دو رشته آزاد و فرنگی برگزار شد اما زنان تنها در بخش آزاد و با ۱۴ مدال طلا به رقابت پرداختند. مسابقات المپیک ۲۰۰۸ چین دومین المپیکی بود که زنان در آن در بخش کشتی شرکت کردند.

## مسابقه
در این سری مسابقات در ۱۸ بخش مختلف به ورزشکاران مدال اعطا شد:

## شرایط
هر کشور شرکت‌کننده حداکثر می‌توانست ۱ ورزشکار را در هر وزن در مسابقات داشته باشد.

### گروه‌بندی وزنی مردان در کشتی آزاد
- ۰۰–۵۵ کیلوگرم
- ۵۵–۶۰ کیلوگرم
- ۶۰–۶۶ کیلوگرم
- ۶۶–۷۴ کیلوگرم
- ۷۴–۸۴ کیلوگرم
- ۸۴–۹۶ کیلوگرم
- ۹۶–۱۲۰ کیلوگرم

### گروه‌بندی وزنی مردان در کشتی فرنگی
- ۰۰–۵۵ کیلوگرم
- ۵۵–۶۰ کیلوگرم
- ۶۰–۶۶ کیلوگرم
- ۶۶–۷۴ کیلوگرم
- ۷۴–۸۴ کیلوگرم
- ۸۴–۹۶ کیلوگرم
- ۹۶–۱۲۰ کیلوگرم

### گروه‌بندی وزنی زنان در کشتی آزاد
- ۰۰–۴۸ کیلوگرم
- ۴۸–۵۵ کیلوگرم
- ۵۵–۶۳ کیلوگرم
- ۶۳–۷۲ کیلوگرم

## برندگان

### آزاد مردان
| رویداد      | طلا                              | نقره                        | برنز                            |
| ۵۵ کیلوگرم  | هنری سجودو · ایالات متحده آمریکا | توموهیرو ماتسوناگا · ژاپن   | رادوسلاف ولیکوف · بلغارستان     |
| ۵۵ کیلوگرم  | هنری سجودو · ایالات متحده آمریکا | توموهیرو ماتسوناگا · ژاپن   | بسیک کودوخوف · روسیه            |
| ۶۰ کیلوگرم  | ماولت باتیروف · روسیه            | کنیچی یاموتو · ژاپن         | بازار بازارگورائف · قرقیزستان   |
| ۶۰ کیلوگرم  | ماولت باتیروف · روسیه            | کنیچی یاموتو · ژاپن         | مراد محمدی · ایران              |
| ۶۶ کیلوگرم  | رمضان شاهین · ترکیه              | آندری استادنیک · اوکراین    | اوتار توشیشویلی · گرجستان       |
| ۶۶ کیلوگرم  | رمضان شاهین · ترکیه              | آندری استادنیک · اوکراین    | سوشیل کومار · هند               |
| ۷۴ کیلوگرم  | بووایسار سایتیف · روسیه          | مراد گایداروف · بلاروس      | گورگیتا اشتفان · رومانی         |
| ۷۴ کیلوگرم  | بووایسار سایتیف · روسیه          | مراد گایداروف · بلاروس      | کیریل ترزیف · بلغارستان         |
| ۸۴ کیلوگرم  | رواز میندوراشویلی · گرجستان      | یوسف عبدالسلامف · تاجیکستان | تاراس دانکو · اوکراین           |
| ۸۴ کیلوگرم  | رواز میندوراشویلی · گرجستان      | یوسف عبدالسلامف · تاجیکستان | گئورگی کتویف · روسیه            |
| ۹۶ کیلوگرم  | شیروانی مرادوف · روسیه           | گئورگی گوگشلیدزه · گرجستان  | میچل باتیستا · کوبا             |
| ۹۶ کیلوگرم  | شیروانی مرادوف · روسیه           | گئورگی گوگشلیدزه · گرجستان  | ختاگ گازیموف · جمهوری آذربایجان |
| ۱۲۰ کیلوگرم | بختیار اخمدوف · روسیه            | دیوید موسلبز · اسلواکی      | دیزنی رودریگز · کوبا            |
| ۱۲۰ کیلوگرم | بختیار اخمدوف · روسیه            | دیوید موسلبز · اسلواکی      | مارید موتالیموف · قزاقستان      |

### فرنگی مردان
| رویداد        | طلا                         | نقره                             | برنز                            |
| ۵۵ کیلوگرم    | نظیر مانکیف · روسیه         | روشن بایراموف · جمهوری آذربایجان | رومن آمویان · ارمنستان          |
| ۵۵ کیلوگرم    | نظیر مانکیف · روسیه         | روشن بایراموف · جمهوری آذربایجان | پارک اویی-چول · کره جنوبی       |
| ۶۰ کیلوگرم    | اسلام‌بک آلبیف · روسیه       | نورباکیت تنگیزبایف · قزاقستان    | روسلان تیومنبایف · قرقیزستان    |
| ۶۰ کیلوگرم    | اسلام‌بک آلبیف · روسیه       | نورباکیت تنگیزبایف · قزاقستان    | جیانگ شنگ · چین                 |
| ۶۶ کیلوگرم    | استیو گنو · فرانسه          | کاناتبک بگالیف · قرقیزستان       | آرمن واردانیان · اوکراین        |
| ۶۶ کیلوگرم    | استیو گنو · فرانسه          | کاناتبک بگالیف · قرقیزستان       | میخائیل سیامیونوف · بلاروس      |
| ۷۴ کیلوگرم    | مانوچار کویرکولیا · گرجستان | چانگ یونگشیانگ · چین             | یاوور یاناکیف · بلغارستان       |
| ۷۴ کیلوگرم    | مانوچار کویرکولیا · گرجستان | چانگ یونگشیانگ · چین             | کریستوف گنو · فرانسه            |
| ۸۴ کیلوگرم[f] | آندره‌آ مینگوزی · ایتالیا    | زولتان فودور · مجارستان          | نظمی آولوجا · ترکیه             |
| ۸۴ کیلوگرم[f] | آندره‌آ مینگوزی · ایتالیا    | زولتان فودور · مجارستان          | مدال داده نشد                   |
| ۹۶ کیلوگرم[g] | اصلان‌بک خوشتوف · روسیه      | میرکو انگلیش · آلمان             | آدام ویلر · ایالات متحده آمریکا |
| ۹۶ کیلوگرم[g] | اصلان‌بک خوشتوف · روسیه      | میرکو انگلیش · آلمان             | مارک شوتس · جمهوری چک           |
| ۱۲۰کیلوگرم[h] | میخایین لوپز · کوبا         | مینداوگاس میزگایتیس · لیتوانی    | یانیک ژپانیاک · فرانسه          |
| ۱۲۰کیلوگرم[h] | میخایین لوپز · کوبا         | مینداوگاس میزگایتیس · لیتوانی    | یوری پاتریکیان · ارمنستان       |

### آزاد زنان
| رویداد     | طلا                  | نقره                       | برنز                              |
| ۴۸ کیلوگرم | کارول هوین · کانادا  | چیهارو ایچو · ژاپن         | ماریا استادنیک · جمهوری آذربایجان |
| ۴۸ کیلوگرم | کارول هوین · کانادا  | چیهارو ایچو · ژاپن         | ایرینا مرلنی · اوکراین            |
| ۵۵ کیلوگرم | سائوری یوشیدا · ژاپن | شو لی · چین                | تونیا وربیک · کانادا              |
| ۵۵ کیلوگرم | سائوری یوشیدا · ژاپن | شو لی · چین                | یاکلین رنتریا · کلمبیا            |
| ۶۳ کیلوگرم | کائوری ایچو · ژاپن   | آلنا کارتاشووا · روسیه     | یلنا شالیگینا · قزاقستان          |
| ۶۳ کیلوگرم | کائوری ایچو · ژاپن   | آلنا کارتاشووا · روسیه     | رندی میلر · ایالات متحده آمریکا   |
| ۷۲ کیلوگرم | وانگ جیائو · چین     | استانکا زلاتوا · بلغارستان | کیوکو هاماگوچی · ژاپن             |
| ۷۲ کیلوگرم | وانگ جیائو · چین     | استانکا زلاتوا · بلغارستان | آگنیشگا ویشچک · لهستان            |

- Men's freestyle 60 kg  واسیل فدوریشین of Ukraine originally won the silver medal, but was disqualified in 2016 after failing an anti-doping retest.[۱] United World Wrestling has reallocated medals accordingly.[۲][۳]
- Men's freestyle 74 kg  سوسلان تگیف of Uzbekistan originally won the silver medal, but was disqualified in 2016 after failing an anti-doping retest. United World Wrestling has reallocated medals accordingly.[۲][۳]
- Men's freestyle 96 kg  Taimuraz Tigiyev of Kazakhstan originally won the silver medal, but was disqualified in 2016 after failing an anti-doping retest. United World Wrestling has reallocated medals accordingly.[۲][۳]
- Men's freestyle 120 kg  آرتور تایمازوف of Uzbekistan originally won the gold medal, but was disqualified in 2016 after failing an anti-doping retest.[۱] United World Wrestling has reallocated medals accordingly.[۲][۳]
- Men's Greco-Roman 60 kg  Vitaliy Rahimov of Azerbaijan originally won the silver medal, but was disqualified in 2016 after failing an anti-doping retest. United World Wrestling has reallocated medals accordingly.[۲][۳]
- Men's Greco-Roman 84 kg آرا آبراهامیان of سوئد در بازی‌های المپیک تابستانی ۲۰۰۸ originally won one of the two bronze medals, but was disqualified by the IOC after he walked off the podium and dropped his medal in the center of the mat to protest a judges decision which cost him his match against the eventual gold medallist, آندره‌آ مینگوزی from ایتالیا.[۴] The Court of Arbitration for Sport held a hearing based on the request, which was issued by Abrahamian and the Swedish Olympic Committee against the FILA. Preceding the hearing, CAS declared in a statement that Abrahamian and the SOC "do not seek from the CAS any particular relief" regarding the ranking of the medals or a review of the IOC decision to exclude Abrahamian from the Games. Following the CAS, issued an arbitration strongly criticizing FILA. While not challenging the outcome of the match or the technical judgments, the arbitration stated that the FILA was required to provide an appeal jury capable to deal promptly with the claims of the athletes. The chairman of the SOC, Stefan Lindeberg, commented that the decision once and for all shows that FILA did not act correctly and that they did not follow their own rules of fair play.[۵]
- Men's Greco-Roman 96 kg  Asset Mambetov of Kazakhstan originally won one of the two bronze medals, but was disqualified in 2016 after failing an anti-doping retest. United World Wrestling has reallocated medals accordingly.[۲][۳]
- Men's Greco-Roman 120 kg  حسن بارویف of Russia originally won the silver medal, but was disqualified in 2016 after failing an anti-doping retest. United World Wrestling has reallocated medals accordingly.[۲][۳]